# Rhodeus rheinardti
Rhodeus rheinardti är en fiskart som först beskrevs av Tirant, 1883.  Rhodeus rheinardti ingår i släktet Rhodeus och familjen karpfiskar. IUCN kategoriserar arten globalt som livskraftig. Inga underarter finns listade i Catalogue of Life.